# Weilbach (Germania)
Weilbach è un comune tedesco di 2 325 abitanti, situato nel land della Baviera.